# Delia Pinchetti de Sierra Morales
Delia Norma Pinchetti de Sierra Morales (Concepción, 7 de noviembre de 1949) es una política argentina, que se representó a la provincia de Tucumán en la cámara de diputados y la cámara de senadores del Congreso de la Nación Argentina.

## Biografía
Se recibió de maestra, dando clases hasta el nacimiento de su primer hijo. Años más tarde trabajó en una fundación dedicada a asistir niños.
Fue diputada nacional entre 1997 y 2003, como miembro del partido provincial Fuerza Republicana (FR). Fue también candidata a intendenta de Concepción, ciudad donde es oriunda y donde encabezó la junta departamental del FR.
Fue senadora nacional entre 2003 y 2009. Allí fue vicepresidenta de la comisión de población y desarrollo humano, secretaria de las comisiones de presupuesto y hacienda, y de seguridad interior y narcotráfico; como así también vocal en las comisiones de asuntos administrativos y municipales, trabajo y previsión social, y ambiente y desarrollo sustentable. En 2008 se opuso a la reestatización de Aerolíneas Argentinas y al proyecto de ley sobre las retenciones. En 2009 votó en contra de la Ley de Servicios de Comunicación Audiovisual.
Antes de las elecciones legislativas de 2009, se desafilió de FR, para unirse a Unión PRO-Federal, siendo candidata a diputada nacional.
En cuanto a su vida personal, estaba casada con Ramón Armando Sierra Morales (también político), con quien tuvo tres hijos. Su familia se dedica a la producción agropecuaria.